# Gomphostemma nayarii
Gomphostemma nayarii là một loài thực vật có hoa trong họ Hoa môi. Loài này được A.S.Chauhan mô tả khoa học đầu tiên năm 1986 publ. 1988.